# Jeffrey Rijsdijk
Jeffrey Rijsdijk (Rotterdam, 12 settembre 1987) è un calciatore olandese, centrocampista dello Xerxes.

## Carriera
Ha giocato in Eredivisie con Sparta Rotterdam, Groningen e Go Ahead Eagles.